# Pambolus halteratus
Pambolus halteratus är en stekelart som först beskrevs av Jean-Jacques Kieffer 1906.  Pambolus halteratus ingår i släktet Pambolus och familjen bracksteklar. Inga underarter finns listade i Catalogue of Life.